# Gudmundrå distrikt
Gudmundrå distrikt är ett distrikt i Kramfors kommun och Västernorrlands län. Distriktet ligger omkring Kramfors i södra Ångermanland. 

## Tidigare administrativ tillhörighet
Distriktet inrättades 2016 och utgörs av området som Kramfors stad omfattade till 1971, området som före 1947 utgjorde Gudmundrå socken.
Området motsvarar den omfattning Gudmundrå församling hade 1999/2000.

## Tätorter och småorter
I Gudmundrå distrikt finns tre tätorter och en småort.

### Tätorter
- Bollstabruk (del av)
- Kramfors
- Lunde

### Småorter
- Sprängsviken